# أحمد حمشو
أحمد صابر حمشو (مواليد 25 نوفمبر 1992)، فارس سوري شارك في أولمبياد 2012 و2020.، وهو الشقيق الأكبر للفارس عمرو حمشو.